# Богард, Каспер
Каспер Богард (нидерл. Kasper Boogaard; род. 29 января 2006) — нидерландский футболист, полузащитник второй команды клуба «АЗ».

## Клубная карьера
Каспер начинал карьеру в скромном клубе «Тексел’94», из которого он вошёл в систему «АЗ». 7 июля 2022 года полузащитник заключил со своей командой первый профессиональный контракт. Его дебют во взрослом футболе состоялся 5 февраля 2024 года за «Йонг АЗ»: Каспер вышел на замену в матче Эрстедивизи против «Роды». Эта была единственная игра футболиста в его первом сезоне. В сезоне 2024/25 он принял участие в 17 встречах в рамках второй лиги Нидерландов.

## Карьера в сборной
Каспер представляет Нидерланды на юношеском уровне. Весной 2025 года он дебютировал за юношескую сборную Нидерландов (до 19 лет). В том же году её составе полузащитник принимал участие на юношеском чемпионате Европы в этой возрастной категории. Каспер сыграл во всех 5 матчах турнира, а его команда в итоге стала чемпионом Европы.

## Достижения
Сборная Нидерландов (до 19 лет)
- Чемпион Европы (до 19 лет) (1): 2025